# Giovanni Battista Cantalupi

Una tela del Cantalupi

Giovanni Battista (o Giovan Battista) Cantalupi (Miasino, 1732 – Miasino, 1780) è stato un pittore italiano.

## Biografia
Il pittore lavorò principalmente presso la riviera d'Orta, anche se sono presenti importanti testimonianze del suo lavoro nell'alta Valsesia. 
Nella chiesa parrocchiale di Orta San Giulio affrescò la cappella del rosario. Sempre sue sono le preziose tele che adornano i lati dell'altare maggiore della chiesa dei Santi Nicolao e Francesco al Sacro Monte d'Orta.
Le principali opere conservate nell'alta Valsesia si trovano presso la chiesa della Madonna delle Grazie dove operò nel 1757 e nella parrocchiale di Santa Maria Assunta di Invozio di Valduggia attorno al 1768, quando ne affresca la facciata.
Nel 1766, all'età di 33 anni, l'artista siglò un contratto di matrimonio con la dodicenne Giuseppa Ragni, di Romagnano Sesia, appartenente a una famiglia di nobile origine. 
Nel 1769 Cantalupi lavora ancora a Valduggia: qui conosce Giuseppe Mazzola (1748-1838), suo futuro allievo.
Nel 1771 affresca a Gargallo, in provincia di Novare, la Cappella del Rosario della parrocchiale di San Pietro. Nel contempo realizza anche l'omonima cappella nella parrocchiale di Orta San Giulio, realizzando uno dei rari esempi di pittura squisitamente rococò del Novarese.
Al 1772 risale la decorazione della volta della cappella XII del Sacro Monte di Orta i cui affreschi originali erano assai deteriorati.
Verso il 1774 Cantaluppi realizza a San Maurizio d'Opaglio (NO) la splendida volta affrescata della chiesa di San Maurizio, raffigurante "San Maurizio in gloria".
Cantalupi morì a Miasino il 21 aprile 1780 a 47 anni, pare dopo una lunga malattia.
La sua produzione è ricca di influssi lombardi misti a infiltrazioni venete e francesi dovute alla sua formazione, avvenuta in quello che all'epoca era un punto di snodo della cultura.
Nel barocchetto del Cantalupi, come ha avuto occasione di scrivere Luigi Zanzi, si accentua la psicologia delle figure, che allude a un mutamento della sensibilità religiosa, ormai lontana dal realismo tragico della Controriforma caro al Testori autore di studi relativi a pittori affini al Cantalupi per formazione, stile pittorico e provenienza geografica come, ad esempio, il Pianca. 
Un recente studio ha sconfessato alcuni precedenti scritti che vorrebbero il Cantalupi autore di opere presso il Sacro Monte di Varallo.
| Controllo di autorità | VIAF (EN) 81846337 · ISNI (EN) 0000 0000 5769 8199 · CERL cnp01169664 · GND (DE) 137696531 |